# Jean-Paul Demure
Œuvres principales
- Aix abrupto (1987)
- Fin de chasse (1998)

Jean-Paul Demure, né le 23 octobre 1941 à Clermont-Ferrand, est un écrivain et scénariste français, spécialisé dans le roman policier. Ses polars sont pour partie le reflet de sa vie professionnelle tumultueuse (VRP, œocuméniste d'un nouveau genre, jardinier, crépier, facteur) et de l'observation noire d'un monde dominé par les règles immuables du pouvoir et du profit. Les êtres fragiles, ainsi que leur courage, sont les véritables héros de ses récits.

## Biographie
Il exerce divers petits emplois, dont magasinier, chauffeur, livreur, barman, facteur, vendeur de bibles et jardinier, avant de se lancer dans l'écriture de fiction moderne.
Il publie son premier texte, L'Éternité, en 1966, puis une nouvelle, Aller simple, dans la revue Les Temps modernes en 1971.
Son premier roman, Le Manuel (1977), est très influencé par le Nouveau roman. Toutefois, après la publication de la nouvelle Traces dans la revue Milieux, il se tourne vers le roman policier et entre dans la collection Série noire avec Le Fils du vent (1984), où apparaît l'inspecteur Puymichel qui revient dans La Belle Dame dans un violon (1986). C'est toutefois avec des romans noirs, parfois dotés d'un humour grinçant, où s'entrecroisent de nombreux personnages désœuvrés ou naïfs, qu'il fait sa marque. 
Selon Claude Mesplède, une de ses grandes réussites demeure Aix abrupto (1987), qui reçoit le Grand prix de littérature policière 1988 : « sur fond de préparation d'élections municipales et de quelques magouilles locales, le récit met en scène une foule de personnages qui se croisent et s'entrecroisent pendant le festival de musique d'Aix-en-Provence [...] dans des péripéties d'une éblouissante drôlerie ». Après deux titres plus tragiques, Découpe sombre (1988) et Milac (1996), il donne Fin de chasse (1998), un roman policier se déroulant dans l'Ardèche, prétexte à une dénonciation du « climat étouffant d'une communauté campagnarde repliée sur elle-même ». 
Jean-Paul Demure a également publié La Concernade, un roman historique sur les travailleurs, piémontais pour la plupart, qui s'épuisèrent à creuser le canal de la Durance pour amener l'eau à Marseille pendant la première moitié du XIXe siècle, et la série pour la jeunesse ayant pour héroïne Mémé Papouche.
Scénariste pour la télévision, il a notamment écrit six épisodes de la série télévisée française Puissance 4, deux pour la série Joséphine, ange gardien, et deux autres pour la série Louis la Brocante.

## Œuvre

### Roman
- Le Manuel, P.J. Oswald, 1977

### Roman historique
- La Concernade, éditions Denoël, 1991

### Romans policiers

#### SérieInspecteur Puymichel
- Le Fils du vent, Gallimard, coll. « Série noire » no 1926, 1984 - adapté pour la série Navarro, sur TF1
- La Belle Dame dans un violon, Gallimard, coll. « Série noire » no 2034, 1986

#### Autres romans policiers
- Razzia sur la paroisse, Fleuve noir, coll. « Engrenage » no 56 Fleuve noir ; réédition, Payot et Rivages, coll. « Rivages/Noir » no 568, 2005
- L'Embrouille, Fleuve Noir, coll. « Engrenage » no 70, 1983
- L'Amour en miettes, Gallimard, coll. « Série noire » no 1974, 1984 - adaptation radio par France Culture
- Aix-abrupto, Gallimard, coll. « Série noire » no 2082, 1987 ; réédition, Gallimard, coll. « Folio » no 2717, 1995 - Grand prix de littérature policière
- Découpe sombre, Gallimard, coll. « Série noire » no 2128, 1988 ; réédition, Gallimard, coll. « Folio » no 2823, 1996
- Milac, Payot et Rivages, coll. « Rivages/Noir » no 240, 1996
- Fin de chasse, Payot et Rivages, coll. « Rivages/Noir » no 289, 1998 - Grand prix du roman noir, Cognac
- Les Jours défaits, Payot et Rivages, coll. « Rivages/Noir » no 351, 2000
- Noir Rivage, Payot et Rivages, coll. « Rivages/Noir » no 429, 2001
- Les Rosiers de la rue Vermenouze, éditions De Borée, 2005
- Le linceul n'est pas qu'aux moches, éditions de La Branche, coll. « Suite noire » no 4, 2006
- Cher Payé, Payot et Rivages, coll. « Rivages/Noir » no 799, 2010
- Le Chant des morts coll. « Rivages/Noir » no 958, 2014

### Recueils de nouvelles
- Petites chroniques de nuit, éditions de l'Aube, coll. « Nouvelles de l'Aube », 1989
- La Culotte de la mort, coll. « Rivages/Noir » no 682, 2008

### Nouvelles
- L'Éternité, 1966
- Aller simple, Les Temps Modernes, 1971
- Tandis que les chevaux, revue Minuit, 1975
- Traces, revue Milieux, 1980
- 68 de mai deux, La Brèche, recueil collectif Black Exit to 68 : 22 nouvelles sur mai, 1988
- Poème sans titre (nouvelle), Le Mascaret, recueil collectif Sous la robe erre le noir, 1989
- Le Lendemain, dans Nouvelles Nuits no 3, 1990
- Une seule Maisie, dans les Cahiers de Schibboleth no 12, 1990 ; réédition, L'Atalante, recueil collectif La Crème du crime no 2, 1995
- Vivre sa vie, dans Nouvelles nouvelles no 22 - spécial polar, mars 1991
- Dialogue, revue Brèves no 67 bis, 1993

### Ouvrages pour la jeunesse

#### SérieMémé Papouche
Aux éditions Syros - Souris noire :
- Mémé Papouche, no 37, 1989
- Mémé Papouche piège le diable, no 60, 1992
- Mémé Papouche roule au super, no 67, 1993

## Prix et distinctions notables
- Grand prix de littérature policière 1988 pour Aix abrupto[2]
- Grand Prix du Roman Noir, Festival de Cognac, 1999, pour Fin de chasse

## Sources
: document utilisé comme source pour la rédaction de cet article.
- Claude Mesplède, Dictionnaire des littératures policières, vol. 1 : A - I, Nantes, Joseph K, coll. « Temps noir », 2007, 1054 p. (ISBN 978-2-910-68644-4, OCLC 315873251), p. 568-569.